# Крючковская волость (Изюмский уезд)
Крючко́вская во́лость — историческая административно-территориальная единица Изюмского уезда Харьковской губернии с волостным правлением в слободе Крючки.
По состоянию на 1885 год состояла из 5 поселений, 5 сельских общин. Население — 3319 человек (1813 человека мужского пола и 1506 — женского), 538 дворовых хозяйства.
|                       | Площадь | В т.ч. пахотной |
| --------------------- | ------- | --------------- |
| Сельских общин        | 6294    | 4197            |
| Частной собственности | 2191    | 580             |
| Другой собственности  | 34      | 33              |
| В целом               | 8519    | 4810            |

Основные поселения волости:
- Крючки — бывшая государственная слобода в 36 верстах от уездного города. В слободе волостное правление, 145 дворов, 839 жителей, православная церковь, школа, 3 постоялых двора, 2 лавки, ярмарка (троицкая).[1]
- Вишневая — бывшая государственная деревня, 144 двора, 822 жителя.[1]
- Нурова — бывшая государственная деревня. В деревне 123 двора, 839 жителей.[1]
- Теплянка - бывшая владельческая деревня. В деревне 50 дворов, 342 жителя, почтовая станция.[1]

Храмы волости:
- Рождество-Богородичная церковь в селе Вишневой.[2]
- Троицкая церковь в слободе Крючки.[2]
- Николаевская церковь в селе Нуровой.[2]